# 海迪·施密德
海迪·施密德（德語：Heidi Schmid，1938年12月5日—），德国女子击剑运动员。她曾代表德国联队、西德参加1960年、1964年和1968年夏季奥林匹克运动会击剑比赛，获得一枚金牌和一枚铜牌。